# Мижевичский сельсовет
Мижевичский сельсовет (белор. Міжэвіцкі сельсавет) — административная единица на территории Слонимского района Гродненской области Республики Беларусь. Сельсовет расположен на юге Слонимского района. Административный центр — агрогородок Мижевичи находится в 20 км от районного центра г. Слонима.

## История
Образован 12 октября 1940 года в составе Слонимского района Барановичской области БССР. С 8 января 1954 года в составе Гродненской области.

## Состав
Мижевичский сельсовет включает 11 населённых пунктов:
- Зосимовичи — деревня.
- Кривец — деревня.
- Лопухово — деревня.
- Мижевичи — агрогородок
- Мохначи — деревня.
- Николаевщина — деревня.
- Новая Переволока — деревня.
- Острово — агрогородок
- Смовжи — деревня.
- Старая Переволока — деревня.
- Хмельница — деревня.

## Демография
По состоянию на 2011 год на территории сельсовета проживает 1328 человек, из них: детей — 195, трудоспособного возраста — 649, пенсионеры — 484.

## Производственная сфера
СПК "Мижевичи", Мижевичское лесничество

## Социальная сфера
Участковая больница, Островской ФАП, аптека, Мижевичская ГОСШ, Мижевичский дошкольный центр развития ребёнка, Мижевичский ЦДК, Мижевичская сельская библиотека, Островской сельский клуб, Островская сельская библиотека, Дом быта в д. Мижевичи